# Encryptor
Encryptor var ett kristet brutal death metal-band från Panama, och var aktivt mellan åren 1999 och 2010.

## Bakgrund
Bandets huvudperson Phil Diez, också medlem i unblack metal-bandet Sorrowstorm, hade en önskan om att producera mycket brutal och kraftfull musik med en annan typ av världssyn och sångtexter. Missionen var att bidra till stärkt gemenskap för hela världens kristna death metal och att ge människorna detta med intensiv death/grind utan onödiga texter. De spelade för att hjälpa människor i Panama och andra delar i världen. Målet var att få så många människor som möjligt att förbättra sina liv genom att kunna ta emot Kristus som sin frälsare och eventuellt träda in i samma ministerium som de flesta inom kristendom.

## Medlemmar
- Felipe "Phil" Diez – sång, trummor, gitarr
- Pablo Moran – gitarr
- Elias Perez – bas
- Sibo – sång, backup

## Diskografi

### Studioalbum
- 2001 – Drowning in Flesh
- 2003 – Sermon Decay

### Samlingsalbum
- 2005 – Cryptic Works
- 2006 – Encryption